# لورين توسان
لورين توسان (بالإنجليزية: Lorraine Toussaint)‏ (و. 1960 – م) هي منتجة أفلام، وممثلة تلفزيونية، وممثلة أفلام، وممثلة من الولايات المتحدة الأمريكية . ولدت في ترينيداد .

## التعليم
تعلمت في مدرسة جوليارد

## روابط خارجية
- لورين توسان على موقع IMDb (الإنجليزية)
- لورين توسان على موقع ألو سيني (الفرنسية)
- لورين توسان على موقع أول موفي (الإنجليزية)
- لورين توسان على موقع قاعدة بيانات الأفلام السويدية (السويدية)
- لورين توسان على موقع إن إن دي بي (الإنجليزية)
- لورين توسان على موقع قاعدة بيانات الفيلم (الإنجليزية)
- لورين توسان على موقع كينوبويسك (الروسية)